# Кардашов Дмитро Іванович
Дмитро Іванович Кардашов  (1887, Одеса — 1954, Москва) –  історик КПРС.

## Життєпис та науковий доробок
Народився 26 жовтня 1887 року  в Одесі у родині службовця. 
Після отримання домашньої навчальної освіти навчався у Рішельєвській гімназії, яку закінчив у 1905 році. В 1912 році закінчив математичне відділення фізико-математичного факультету Імператорського Новоросійського університету. 
В 1912–1913 роках як вільнозобов'язаний відбув військову повинність та у вересні 1913 року поступив на службу викладачем математики 1-ї Миколаївської чоловічої гімназії. З початком першої світової війни мобілізований прапорщиком запасу, але вже у жовтні того ж року тяжко пораненим евакуйований до Одеси. Після чотирьохмісячного лікування переведений до військової прийомної комісії Єлизаветграда. 
У березні 1917 року був обраний до Єлизаветградської Ради робітничих і солдатських депутатів, а в травні того ж року делегований до Одеси на фронтовий з'їзд (Румчерод), де обраний членом ЦВК (травень-грудень 1917 р.). Під час окупації Одеси (1918 р.) повернувся до Миколаєва та продовжив педагогічну діяльність у місцевому Учительському ін-ті.  В1919–1920 рокахпрацював заступником завідувача Миколаївського відділу народної освіти.
В  травні 1920 року переїхав до Одеси, де при губернському  відділі народної освіти зайняв посаду завідувача шкільного підвідділу. Був делегатом II Всеукраїнської наради з питань народної освіти у Харкові (липень 1920 р.). У 1920 - 1925 роках був відповідальним редактором газети «Моряк». 
3 лютого 1922 року Одеським губернським комітетом професійно-технічної та спеціально-наукової освіти призначений викладачем (від 1925 р. — професор) історичного матеріалізму, соціології, історії РКП(б) та ленінізму в Одеському інституті народної освіти (ОІНО) (1922 - 1928 рр.), Одеському інституті народного господарства (1922 - 1928 рр.) , Одеському політехнічному інституті (1923 - 1925 рр.).
У квітні 1922 р. як дійсний член увійшов до складу створеної при ОІНО кафедри марксизму-ленінізму (1922–1923 рр.). У 1927 р. керівник Одеської секції Харківської науково-дослідної кафедри історії української культури при ОІНО  М. Слабченко пропонував його кандидатуру на посаду наукового співробітника, але через кон'юнктурні погляди керівництва Укрнауки ця ідея залишилася не реалізованою. Автор багатьох праць з історії революційних подій 1905 р., комуністичної партії.
Наприкінці 1920-х рр. був запрошений до науково-викладацької діяльності у Москві..
Помер у 1954 році в Москві. Похований на Введенському кладовищі.

## Праці
- Генеральная репетиция (1905 г.). — Х., 1925;
- Между двумя революциями (Из истории РКП(б)). — Х., 1926;
- Історія ВКП(б) в резолюціях партз'їздів й конференцій. — Х., 1926.
- З епохи розламу РСДРП 1903–1904 рр. // Літопис революції — 1928. — № 5. - С. 77 - 81.
- До історії боротьби за III з’їзд на Україні/ Д. Кардашов// Літопис революції. – 1930. – № 6. – С. 5 – 28.
- Новый документ о II съезде РСДРП // Пролетарская революция. — 1928. — № 8.